# Belview (Minnesota)
Belview es una ciudad ubicada en el condado de Redwood en el estado estadounidense de Minnesota. En el Censo de 2010 tenía una población de 384 habitantes y una densidad poblacional de 156,73 personas por km².

## Geografía
Belview se encuentra ubicada en las coordenadas 44°36′24″N 95°19′44″O / 44.60667, -95.32889. Según la Oficina del Censo de los Estados Unidos, Belview tiene una superficie total de 2.45 km², de la cual 2.45 km² corresponden a tierra firme y (0%) 0 km² es agua.

## Demografía
Según el censo de 2010, había 384 personas residiendo en Belview. La densidad de población era de 156,73 hab./km². De los 384 habitantes, Belview estaba compuesto por el 98.18% blancos, el 0% eran afroamericanos, el 0% eran amerindios, el 0.52% eran asiáticos, el 0% eran isleños del Pacífico, el 0% eran de otras razas y el 1.3% pertenecían a dos o más razas. Del total de la población el 0.26% eran hispanos o latinos de cualquier raza.